# Esmond
Esmond è una city degli Stati Uniti, situata nella Contea di Benson nello Stato del Dakota del Nord.
Nel censimento del 2000 la popolazione era di 159 abitanti, scesa a 100 nel censimento del 2010. La città è stata fondata nel 1901.

## Geografia fisica
Secondo i rilevamenti dell'Ufficio del censimento degli Stati Uniti d'America, Esmond si estende su una superficie di 1,19 km² (0,46 mi²), tutti occupati da terre.

## Popolazione
Secondo il censimento del 2000, a Esmond vivevano 159 persone, con una densità di popolazione di 136,2 ab./km². Nel 2010, la popolazione è passata a 100 abitanti.
Per quanto riguarda la composizione etnica degli abitanti, il 99% era bianco, l'1% di origine nativa americana.